# Susanne Eberstein
Susanne Eberstein (ur. 1 marca 1948) – szwedzka prawniczka i polityk, posłanka do Riksdagu.

## Życiorys
Z wykształcenia prawniczka. Orzekała jako sędzia (kammarrättsråd) w administracyjnym sądzie apelacyjnym w Sundsvall. Zaangażowała się w działalność polityczną w ramach Szwedzkiej Socjaldemokratycznej Partii Robotniczej, została przewodniczącą jej organizacji kobiecej (S-Kvinnor) w regionie Västernorrland. W wyborach w 1994 po raz pierwszy wybrana na deputowaną do Riksdagu. Poselską reelekcję uzyskiwała w wyborach w 1998, 2002, 2006, 2010 i 2014. W kadencji 2010–2014 pełniła funkcję pierwszej wiceprzewodniczącej szwedzkiego parlamentu.